# هنري بوينتون سميث
هنري بوينتون سميث (بالإنجليزية: Henry Boynton Smith)‏ هو عالم عقيدة أمريكي، ولد في 21 نوفمبر 1815، وتوفي في 7 فبراير 1877.